# Lusitanistik
Die Lusitanistik ist die Wissenschaft, die sich mit der portugiesischen Sprache und Literatur beschäftigt, und wird auch als portugiesische Philologie bezeichnet. Der Name leitet sich von der lateinischen Bezeichnung für Portugal Lusitania und damit von der gleichnamigen römischen Provinz ab, die große Teile des heutigen Portugal umfasste. Zusammen mit der Hispanistik, der Französistik und der Italianistik bildet sie die zentralen Fachbereiche der Romanistik.

## Teilbereiche

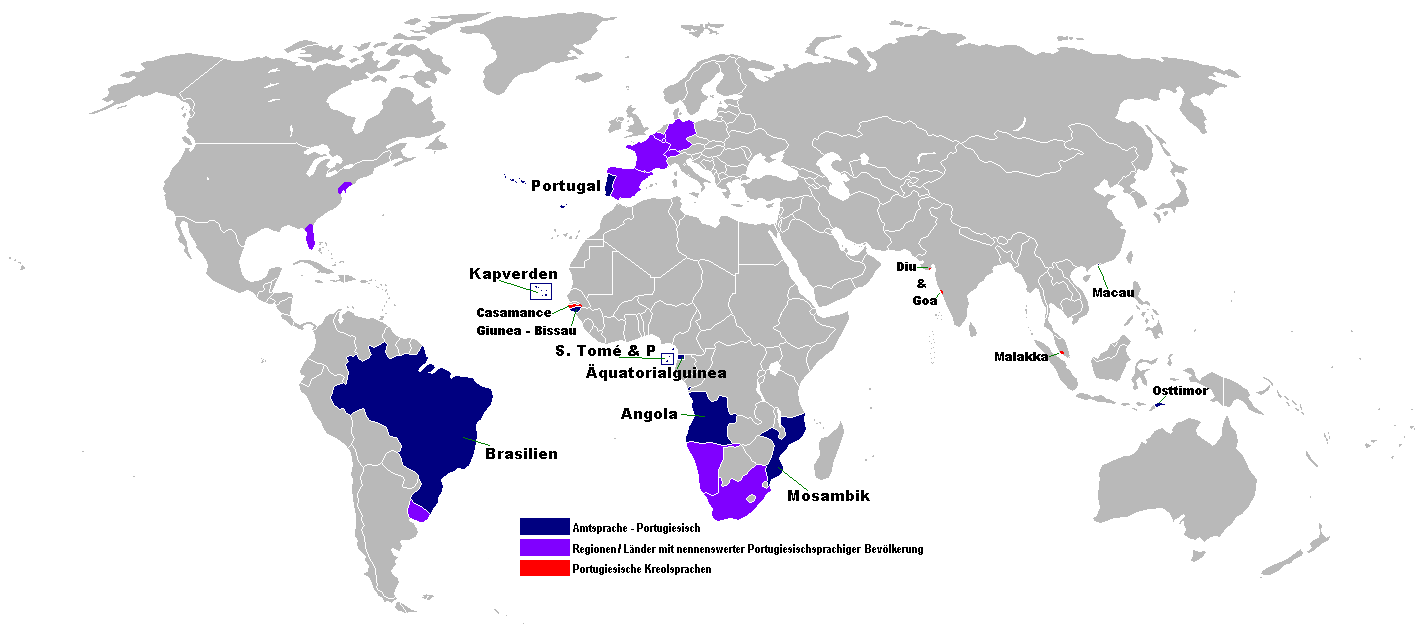
Die portugiesisch-sprachige Welt

Benannt und aufgeteilt nach geographischen und linguistischen Gesichtspunkten beschäftigt sich die Lusitanistik mit den folgenden Teilbereichen:
- die Afrolusitanistik beschäftigt sich mit der portugiesischen Sprache auf dem afrikanischen Kontinent (Angola, Äquatorialguinea, Guinea-Bissau, Kap Verde, Mosambik, São Tomé und Príncipe u. a.)
- die Brasilianistik hat die Sprache und Literatur Brasiliens zum Thema
- die Galicistik untersucht das in Spanien gesprochene Galicisch, das eng mit dem Portugiesischen verwandt ist
- die Kreolistik beschäftigt sich unter anderem mit der Mischung des Portugiesischen mit indigenen und anderen Kolonialsprachen
- die Portugalistik ist eine relativ neue Bezeichnung für die wissenschaftliche Auseinandersetzung mit der Sprache und Literatur des portugiesischen Mutterlandes, die früher häufig synonym zum Begriff der Lusitanistik verwendet wurde